# Small Town Talk
Small Town Talk — девятый сольный студийный англоязычный альбом шведского поп-рок музыканта Пера Гессле, выпущенный 7 сентября 2018 года. Альбом является логическим продолжением двух предыдущих шведскоязычных, «En vacker natt» и «En vacker dag» (2017) — некоторые песни из них были переведены со шведского на английский язык и записаны заново для настоящего диска.
Альбом состоит из 13 композиций, 12 из которых в том или ином виде уже выпускались ранее. Только одна единственная песня на этом альбоме («Rudy & Me») никогда прежде не издавалась.
После выхода альбома Пер Гессле вместе со своей группой отправился в европейский гастрольный тур «Per Gessle's Roxette», во время которого исполнял песни группы Roxette и свои сольные, в том числе и с настоящего альбома.

## История записи
Весной и осенью 2017 года вышли два сольных альбома Гессле на шведском языке: соответственно «En vacker natt» и «En vacker dag». Оба они были записаны в Нэшвилле, штат Теннесси, США. После относительного успеха этих альбомов в родной Швеции и летнего турне «En vacker kväll» музыкант решил перевести некоторые песни из этих альбомов на английский язык и выпустить «новый» сольный альбом в Европе и других странах. Название «Small Town Talk» является точным переводом первого сингла «Småstadsprat» с первого альбома «En vacker natt».
Записывая два альбома в Нэшвилле, Гессле хотел спеть дуэтом и записать две свои англоязычные песни с американскими певицами, как дань уважения культуре кантри в Теннесси, где проходила запись. Скотт Борчетта (англ. Scott Borchetta) со студии «Big Machine Records» и Кос Уивер (англ. Kos Weaver) из компании «BMG» представили шведским музыкантам двух американских исполнительниц — Саванну Чёрч и Джессику Свитмен. Песня «Far Too Close», исполненная Гессле дуэтом с Чёрч стал закрывающей на «En vacker natt», а дуэт со Свитмен на «En vacker dag» не попал — Гессле позже решил сделать альбом полностью шведскоязычным. Вместо этого песня «Rudy & Me», записанная Гессле и Свитмен в США, стала закрывающей на настоящем англоязычном альбоме.
При переводе текстов своих песен со шведского на английский язык Гессле часто оставался не доволен конечным результатом. Поэтому он обратился за помощью к Шарон Вон (швед. Sharon Vaughn), которая помогла ему с переводами.
Оригинальная песня «Småstadsprat» была записана на альбоме «En vacker natt» дуэтом со шведским певцом Ларсом Виннербэком. Для записи английской версии Гессле хотел найти другого певца — в списке музыканта на первом месте стоял кумир его юности британский музыкант Ник Лоу. Гессле отправил письмо по электронной почте его менеджеру Brinsley Schwarz в Лондон вместе с демоверсией композиции и предложением приехать в Великобританию для записи. Лоу ответил лично через два дня и написал, что сам прилетит в Стокгольм. Гессле принял Лоу в своём доме, а на следующий день они отправились в студию и записали песню за 20 минут.
Песни «Being With You», «Hold On My Heart» и «No One Makes it On Her Own» были записаны в Швеции в январе 2018 года.

## Музыканты
- Пер Гессле — вокал, гитара
- Хелена Юсефссон — вокал, бэк-вокал, перкуссия
- Кристофер Лундквист — гитара, бэк-вокал
- Кларенс Эверман — клавишные
- Магнус Бёрьессон — бас
- Малин-Мю Валл — скрипка, перкуссия, бэк-вокал
- Андреас Дальбек — ударные
- Ник Лоу — вокал (только для песни «Small Town Talk»)
- Саванна Чёрч — вокал (только для песни «Far Too Close»)
- Джессика Свитмен — вокал (только для песни «Rudy & Me»)

## Форматы записи
- компакт-диск
- двойная виниловая пластика 12" LP
- двойная виниловая пластика 12" LP на виниле белого цвета, ограниченный тираж 500 шт.
- цифровая дистрибуция[5]

Оба варианта издания на LP содержат альбом на CD в картонной упаковке без буклета.

## Список и обзор песен
| №   | Название                                               | Автор(ы)                                                   | Оригинал                                                       | Длительность |
| --- | ------------------------------------------------------ | ---------------------------------------------------------- | -------------------------------------------------------------- | ------------ |
| 1.  | «There's a Place»                                      | Пер Гессле / Sharon Vaughn                                 | «Min plats» на альбоме «En vacker natt»                        | 3:18         |
| 2.  | «The Finest Prize» (дуэт с Хеленой Юсефссон)           | Гессле                                                     | «Första pris» на альбоме «En vacker natt»                      | 4:11         |
| 3.  | «Small Town Talk» (дуэт с Ником Лоу)                   | Гессле / Vaughn                                            | «Småstadsprat» на альбоме «En vacker natt»                     | 3:39         |
| 4.  | «Simple Sound»                                         | Гессле / Vaughn                                            | «Tittar på dej när du dansar» на альбоме «En vacker natt»      | 3:44         |
| 5.  | «Far Too Close» (дуэт с Саванной Чёрч)                 | Гессле                                                     | издавалась ранее на «En vacker natt»                           | 4:37         |
| 6.  | «Hold on My Heart» (дуэт с Хеленой Юсефссон)           | Гессле                                                     | издавалась ранее группой K-Otic на альбоме «Indestructible»    | 3:47         |
| 7.  | «No One Makes It on Her Own» (дуэт с Хеленой Юсефссон) | Гессле                                                     | издавалась ранее группой Roxette на альбоме «Charm School»     | 3:49         |
| 8.  | «Being with You»                                       | Гессле                                                     | демоверсия 2004 года издана на «The Per Gessle Archives»       | 3:36         |
| 9.  | «It Came Too Fast»                                     | Гессле / Vaughn                                            | «Allt gick så fort» на альбоме «En vacker natt»                | 3:45         |
| 10. | «Name You Beautiful» (дуэт с Хеленой Юсефссон)         | Sebastian Atas / Viktor Broberg / Гессле / Victor Sjöström | вышла как внеальбомный сингл весной 2018 года                  | 3:54         |
| 11. | «For the First Time» (дуэт с Хеленой Юсефссон)         | Гессле / Vaughn                                            | «Känns som första gången» на альбоме «En vacker dag»           | 4:17         |
| 12. | «One of These Days»                                    | Гессле / Vaughn                                            | «En vacker dag» на альбоме «En vacker dag»                     | 3:59         |
| 13. | «Rudy & Me» (дуэт с Джессикой С.)                      | Andreas Broberger / Гессле / Hannes Lindgren               | планировалась для альбома «En vacker dag», ранее не издавалась | 5:05         |

### Дуэты
Как и на двух предыдущих альбомах, Гессле уделяет большое внимание дуэтам и приглашает разных музыкантов для записи своего альбома. В частности, песню «Small Town Talk» он исполняет с Ником Лоу, легендарным британским музыкантом. Еще будучи подростком Гессле восхищался его музыкой и писал ему письма. После многих лет, по признанию самого музыканта, он рад записать песню вместе со своим кумиром.
Хелена Юсефссон, с которой Гессле записал дуэтом 5 песен из 13, выступает и записывает альбомы с музыкантом с 2003 года. Она также является бэк-вокалисткой на всех его альбомах и гастрольных турах в последние 15 лет.
Джессика Свитмен, обозначенная на альбоме как «Джессика С.» (англ. Jessica S.) — американская певица, с которой Пера Гессле познакомили музыканты, помогавшие ему в записи его альбомов в Теннесси. Шведский певец решил пригласить её для записи одной песни на английском языке, чтобы по его словам «отдать дань культуре кантри» штата Теннесси. Песня планировалась в выпуску на предыдущем альбоме «En vacker dag», однако в последний момент Гессле передумал и использовал другую композицию. Дуэт с Джессикой Свитмен был в итоге выпущен на данном альбоме.

### Обзор песен
1. «There’s a Place» — переведённая со шведского на английский язык песня «Min plats», открывающая «En vacker natt».
2. «The Finest Prize» — изначально эта песня была написана на английском языке под названием «The Finest Prize» и предназначалась для записи на последний альбом Roxette «Good Karma», однако в альбом в итоге не вошла. После этого Пер Гессле перевёл текст песни на шведский язык и песня под названием «Första pris» (рус. Первый приз) вошла на его сольный альбом «En vacker natt», записанный в Нэшвилле. Когда музыкант решил записать свой новый сильный англоязычный альбом по мотивам предыдущих двух, оригинальный текст песни вновь увидел свет и был записан, как и на «En vacker natt» дуэтом с Хеленой Юсефссон, под своим оригинальным названием.
3. «Small Town Talk» — название песни является калькой шведского названия песни «Småstadsprat» (рус. Разговор о маленьком городе), которая стала первым синглом с альбома «En vacker natt» (2017). Как и в случае с «оригиналом», эту версию песни Гессле записал с известным шведским музыкантом Ником Лове, поклонником которого он был ещё в подростковом возрасте.[6]
4. «Simple Sound» — перведённая со шведского песня «Tittar på dej när du dansar» с альбома «En vacker natt». Название песни перекликается с композицией «You Make It Sound so Simple», выпущенной на альбоме Roxette «Good Karma» (2016).
5. «Far Too Close», записанная дуэтом с американской певицей Самантой Чёрч, была изначально выпущена на альбоме «En vacker natt» (2017) — единственная англоязычная песня на шведском сольнике Гессле. Музыкант хотел таким образом отдать должное культуре кантри в Нэшвилле, штат Теннесси, где записывался альбом.[7] При составлении англоязычного альбома по мотивам нэшвилльских записей, эта песня была включена и в него.
6. «Hold on My Heart» была написана Пером Гессле для нидерландской группы K-otic, которая записала её на своём альбоме «Indestructible» в 2002 году.[8]
7. «No One Makes It on Her Own» впервые была выпущена группой Roxette на альбоме «Charm School» (2011), где её исполнила Мари Фредрикссон.
8. «Being with You» — сама песня была написана для Roxette в 1997 году. Одна демоверсия, на которой Гессле поёт вместе с Мари Фредрикссон была записана в июне 2000 года; другая — в 2004 году. Последняя доступна в коробке «The Per Gessle Archives» («Demos & Other Fun Stuff!», Том 1, № 2). Студийная версия песни была записана для настоящего альбома и впервые официально публикуется как его часть.
9. «It Came Too Fast» — переведённая на английский песня «Allt gick så fort» с альбома «En vacker natt».
10. «Name You Beautiful» — эта композиция была написана специально для проходившего в Хальмстаде, родном городе музыканта, чемпионата мира по настольному теннису и стала его официальным гимном.[9] После этого Гессле написал песню «Bäst när det gäller» и записал её со своей шведской группой Gyllene Tider и шведской певицей Линнеей Хенриксон. Песня стала официальным гимном шведской сборной по футболу на ЧМ-2018 в России.[10]
11. «For the First Time» — переведённая на английский язык «Känns som första gången» с альбома «En vacker dag». В оригинале Гессле записал песню со шведской певицей с Линнеей Хенрикссон, однако на настоящем альбоме спел её дуэтом с Хеленой Юсефссон.
12. «One of These Days» — переведённая на английский язык песня «En vacker dag», открывающая одноимённый шведскоязычный альбом (2017).
Про песню «En vacker dag» Пер Гессле сам рассказал следующее: в 1998 году после долгого перерыва Roxette записывали альбом «Have a Nice Day» (1999) в Марбелье, Испания. После выхода предыдущего альбома Roxette прошло 4 года, за это время как Пер так и Мари написали много новых песен, из которых для записи «Have a Nice Day» было отобрано 33. «Walk on, Lonely Eyes» была одной из отобранных песен, однако на альбом всё же не попала. Позднее Гессле перевёл текст песни на шведский язык и отдал её шведскому певцу Фредди Вадлингу (1951—2016). Под названием «Måla mitt minne» она была записана на альбоме Вадлинга «Jag är monstret[швед.]» (2005).[11] В 2016 году при записи нового альбома в Сконе и Теннесси Гессле решил использовать эту песню, переведённую на шведский язык и исполнить её лично на своём собственном сольном альбоме — в данном случае композиция получила название «En vacker dag» и дала название всему диску.[12]
1 июля 2000 года открылся Эресуннский мост между датской столицей Копенгагеном и шведским городом Мальмё. Пера Гессле попросили написать песню в классическом стиле, которая могла бы прозвучать во время торжественной церемонии открытия моста. Он, а также продюсеры Roxette Кларенс Эверман и Кристофер Лундквист переработали мелодию песни «Walk on, Lonely Eyes», таким образом родилась инструментальная композиция «View from a Bridge», которая и была исполнена при торжественном открытии переправы.
Демоверсия песни «Walk on, Lonely Eyes» была записана в хальмстадской студии «Tits & Ass» 16 декабря 1999 года.[13]
13. «Rudy & Me» была записана Пером Гессле и Джессикой Свитмен в Нэшвилле, штат Теннесси, в 2016 году. Оба записанных в США сольных альбома «En vacker natt» и «En vacker dag» были шведскоязычными, однако предполагалось, что каждый альбом будет закрывать песня на английском языке, исполненная дуэтом с одной из американских певиц — так Гессле хотел отдать должное культуре кантри и городу Нэшвиллу, где проходила запись.[7] Альбом «En vacker natt» закрывает песня «Far Too Close», записанная дуэтом с американской певицей Самантой Чёрч (также вошедшая в настоящий альбом под № 5), а альбом «En vacker dag» должен был закрывать дуэт с Джессикой Свитмен, однако в последний момент Гессле передумал и альбом получился целиком шведскоязычным. Записанная с американской исполнительницей композиция пролежала на полке чуть менее двух лет до тех пор, пока не вошла в настоящий альбом. Эта песня является единственной на данном альбоме, официально публикующейся впервые: ранее она никогда не издавалась.

## Синглы
1. «Name You Beautiful» (2018 год)
Официально вышел как внеальбомный сингл, так как песня была написана для Чемпионата мира по настольному теннису (2018) в Хальмстаде. Позднее было решено включить её в альбом.
  1. «Name You Beautiful» 3:54
  2. «Name You Beautiful (Galavant Remix)» 3:08
2. «Being with You» (24 августа 2018 года)

## Отзывы критиков
- Шведская газета «Aftonbladet» даёт второму синглу «Being With You» максимальную оценку, 3 балла. Обозреватель Пер Магнуссон удивляется тому, что «музыка Гессле звучит по-другому, когда он поёт по-английски [а не по-шведски]». По мнению Магнуссона сингл звучит «горько-сладко, как один из лучших моментов Roxette — как песня „Church of Your Heart“ с альбома „Joyride“». Критик продолжает: «[Как будто] пляж опустел, туристы разошлись по домам, и лишь одинокая луна светит высоко в небе».[14]
- Пер Магнуссон, обозреватель шведской газеты «Aftonbladet» ставит альбому максимальную оценку 3 «плюса» из трёх. Лучшей песней диска называется «It came too fast». Магнуссон отмечает, что переведя песни со шведского альбома Гессле «перешёл от Kung av sand к Queen of rain», намекая на одни из самых известных его песен в группы Gyllene Tider в стиле рок и Roxette в стиле поп соответственно. Сотрудничество с британским музыкантом Ником Лоу обозреватель называет «хорошей творческой мастерской двух профессоров [стиля] поп». Музыку на альбоме вообще Магнуссон описывает как «личную, рефлексирующую и тонкую» и сравнивает «Small Town Talk» с альбомом Roxette «Tourism» (1992).[15]
- Джон Скилбек, обозреватель газеты «Belfast Telegraph» ставит альбому оценку 6/10. Он отмечает, что песня «There’s A Place» «полна очарования», а «изюминка альбома — элегантная» «The Finest Prize».[16]
- Обозреватель немецкого портала «Country Music News» Кристоф Фолькмер ставит альбому оценку 3,5/5 «хорошо». Он пишет, что несмотря на участие в записи таких именитых американских профессионалов как Дэн Дагмор и Стюарт Дункан, альбом «не стал безупречным примером музыки в стиле кантри». Песня «Simple Sound» называется «следующим потенциальным хитом». В заключении отмечается, что в этом альбоме Гессле «ступает по практически неизведанной почве. Как результат — несколько запоминающихся треков в „легком стиле Roxette“, а также множество других, дающих музыкантам большие просторы для их энтузиазма».[17]